# Louisea
Louisea é um género de crustáceo da família Potamonautidae.
Este género contém as seguintes espécies :
- Louisea balssi
- Louisea edeaensis